# Biskupijsko-misijsko sjemenište Redemptoris Mater u Puli
Biskupijsko-misijsko sjemenište Redemptoris Mater, rimokatoličko misijsko sjemenište Pulsko-porečke biskupije u Puli, Rizzijeva 24-26.
Osnovao ga je biskup mons. Antun Bogetić 8. prosinca 1991. godine za pripadnike Neokatekumenskog puta. Sjemeništarci su bili smješteni po obiteljima. Akademske godine 1991./92. i 1992./93. išli su u Rijeku na bogosloviju. Porečko-pulska biskupija je u međuvremenu dobila neke vojne objekte iz bivše vojarne "Pajo Širola", koji su preuređeni za prebivalište poglavara i bogoslova. 30. rujna 1993. mons. Bogetić osnovao je i Visoku teološku školu u sjemeništu RM, tako da od školske godine 1993./94. bogoslovi Redemptoris Materea ne polaze bogosloviju u Rijeci. Godine 1997. postavljen je kamen temeljac za gradnju novog kompleksa sjemeništa. Gradnja je trajala sedam godina, pomagali su ju razni dobročinitelji i nova zgrada inaugurirana je 26. ožujka 2004. svečanim obredom koji je predvodio kardinal Josip Bozanić u prisustvu desetorice biskupa. Do danas je u sjemeništu zarađeno 52 svećenika iz petnaestak nacija, a djeluju u desetak biskupija na tri kontinenta – u Italiji, Albaniji, Kanadi, Filipinima, Boliviji. Sjemenište u Puli je po svojoj naravi međunarodno. Život u sjemeništu temelji se na riječi, liturgiji i zajedništvu. Bogoslovi podijeljeni su u tri skupine izmjenjujući se u služenju u školi, kuhinji i liturgiji. Dnevni red obilježen je molitvom časova. Specifičnost formacije je i to da svi bogoslovi dvaput tjedno idu u Neokatekumenske zajednice nastavljajući tako Neokatekumenski put, koji su započeli u svojim župama i gdje se rodio njihov poziv. Svake noći s petka na subotu, bogoslovi se, po dvojica, izmjenjuju pred Presvetim Sakramentom moleći za sebe, dobročinitelje i za sve druge potrebe. sjemenište jedno je od osamdeset i pet sjemeništa ove vrste na svijetu. Nastalo je kao i sva sjemeništa Redemptoris Mater, kao odgovor na poziv sada blaženog Ivana Pavla II. za Novom Evagelizacijom.